# Joan Saura Martí
|  | Aquest article tracta sobre el músic català. Si cerqueu el polític català, vegeu «Joan Saura i Laporta». |

Joan Saura Martí   (Molins de Rei, 14 de setembre de 1954 - Barcelona, 19 d'octubre de 2012) fou teclista (sampler), compositor i improvisador. Formà part dels grups Trio Local (amb Agustí Fernández - piano i Liba Villavecchia - saxo), Araki (amb Anna Subirana - veu), Les Anciens (amb Enric Cervera - contrabaix i objectes, Eduard Altaba - baix i contrabaix i Oriol Perucho - bateria) i Pole Pole (amb Madish Falzoni - acordió i Imma Udina - clarinet). Ha estat membre fundador dels grups Koniec, Orquestra del Caos, Rambla, Blay Tritono, Rambliolia i del col·lectiu d'improvisadors IBA.
El fons Joan Saura Martí de partitures i enregistraments sonors i audiovisuals és a la Biblioteca de Catalunya.